# Listă de organizații neguvernamentale

## A
- AIESEC
- Alianța Națională pentru Restaurarea Monarhiei (ANRM)
- Amnesty International
- Asociația Generală a Inginerilor din România
- Asociația Națională a Cadrelor Militare în Rezervă și în Retragere din M.A.I.(A.N.C.M..R.R. din M.A.I.)
- Asociația Română pentru Patrimoniu
- Asociația Salvați Dunărea și Delta
- Asociația Vocea Copiilor Abandonați

## C
- Centrul Internațional de Formare Europeană
- Clubul de speologie Montana Baia Mare
- Colegiul Pacientilor

## F
- Fundația Societatea Civilă
- Fundația Tineri pentru Tineri

## I
- Institutul de studii europene din Moldova
- Internaționala Federațiilor Anarhiste

## O
- Organizația pentru Apărarea Drepturilor Omului

## S
- Service Civil International
- Societatea Studențească de Chirurgie din România
- Societatea Studenților în Medicină din București
- Speranță în viitor
- Speotimiș

## U
- Uniunea Federaliștilor Europeni

## W
- World Vision

## Z
- Zapodia